# ティーチ・フォー・アメリカ

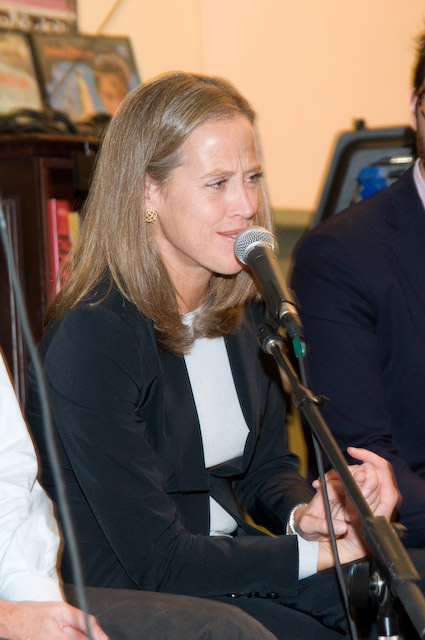
ウェンディ・コップ

ティーチ・フォー・アメリカ（Teach For America、TFA）とはアメリカ合衆国のニューヨーク州に本部を置く教育NPOである。アメリカ国内の一流大学の学部卒業生を、教員免許の有無に関わらず大学卒業から2年間、国内各地の教育困難地域にある学校に常勤講師として赴任させるプログラムを実施しており、2007年にはビジネスウィーク誌が調査したアメリカの学部学生の就職先人気ランキングの10位に入っている。また、2010年には全米文系学生・就職先人気ランキングで、GoogleやAppleを抑えて1位となった。

## 沿革
1989年にプリンストン大学の4年生であったウェンディ・コップ(en)が卒業論文において論じたアイデアがこのプログラムの出発点である。大学を卒業したコップはモービル石油、ハーツレンタカー、モルガン・スタンレーなどから26000ドルの資金と事務所、自動車6台の提供を受けてプログラムをスタートさせ、1990年募集の1期生において定員500人に対し4000人弱の応募者を獲得する人気となった。この数字を実績としてティーチ・フォー・アメリカは更にApple Computer、ロス・ペロー、ユニオン・カーバイド、ヤングアンドルビカムなどの大企業・資産家から250万ドルの寄付金を獲得。1991年より実際に公立学校に講師を送り込んだ。
このプログラムには当初懐疑的な意見もあったが、プログラムが送り込んだ講師の評価はまずまず高く、またこのプログラムを終了した人材の優秀性も認められたことから、プログラムは特にエリート大学の学生に最初の就職先として大人気となっている。渡邊（2007)によると、このプログラムに採用される学生の半数がエール大学、ダートマス大学、コロンビア大学、シカゴ大学、デューク大学などの名門私立校、カリフォルニア大学バークレー校、カリフォルニア大学ロサンゼルス校（UCLA）、ミシガン大学等の名門州立校出身者であるという。
なおTFAプログラムの講師は赴任先では他の教員と平等に遇されている。

## 評価
TFAプログラムの出身者が運営する各種学校は2007年9月時点で282にも上る他、学部学生の最初の就職希望先(転職が当たり前であるアメリカでは「キャリアをスタートさせるに相応しいと考える場」と表現される）として、2006年の43位から2007年には並み居る大企業を押しのけて10位に躍進している。こうした人気の背景には、ジェネレーションYと呼ばれる1980年代以降生まれの世代の、共同体意識としたたかな心性を併せ持つ若者たちが就職年齢に達した状況があるとも指摘されている。またプライスウォーターハウスクーパース（大手会計事務所）やデロイトアンドトウシュ（大手会計事務所）、グーグル、ゼネラルエレクトリックはティーチ・フォー・アメリカと提携し、採用内定学生が就業前の2年間TFAプログラムに参加することを認めている。JPモルガンもやはり採用内定学生のTFAプログラム参加を認め、更にこうした学生への契約金支払いをTFAプログラム参加前に行い、加えてTFAプログラム参加中の採用内定学生の為のサマーキャンプを実施するなどの対応を採っている。
これら大企業がTFAプログラムに参加する人材を優遇する背景には、TFAプログラム参加者が創造性やリーダーシップにおいて優れているとの評価が確立しているという状況がある(前出ビジネスウィーク誌記事）
なおティーチ・フォー・アメリカはファストカンパニー・ドットコムが毎年選出している「45の社会的起業家たち」に複数回選出されており、2008年版ではティーチ・フォー・アメリカの他、ティーチ・フォー・アメリカからスピンアウトしたザ・ニューティーチャー・プロジェクト、ナレッジ・イズ・パワー・プロジェクトも選出されている。

## 資金源
現在、ティーチ・フォー・アメリカは数多くの大企業から何百万ドルもの寄付金を提供されており、現在のプログラム規模（派遣講師数3500)を倍増させる計画を2005年に発表している。

## 議論
プログラムが送り込む講師の能力については、彼らが担当した児童生徒の英語と数学の成績をモニタリングする形で調査が実施されている。デッカー、メイヤー、グレイザーマンによる研究では、TFAプログラムの講師が教えた児童生徒は、数学では若干優秀であり、英語力では有意な差は無かったとされている。またダーリン＝ハモンド、ホルツマン、ガトリン・ヘイリグらによる、テキサス州ヒューストンにおける調査では、TFAプログラムの講師であるかないかは関係無く、教員免許を所持している教員の方が、教員免許を持っていない教員や代替的教員免許(Alternative Teacher Certification, 様々な形でアメリカの各州が発行する、本来の教員養成課程とは別の課程修了による教員免許)を持っている教員よりも、教育力が高いという結果を得ている。ただしダーリン＝ハモンドはかつて事実を歪曲してティーチ・フォー・アメリカを攻撃する論文を発表したと指摘されている人物でもあり、この調査についてもティーチ・フォー・アメリカの最初期（1990年代初頭）の教師についての統計を使っているので、現在のティーチ・フォー・アメリカの教師には当てはまらないのではないかとの反論が、ティーチ・フォー・アメリカから提出されている。

## 影響
TFAプログラムを修了した人間の少なくない部分が、引き続き教育界に関わることを希望している。そうした中でも最も知られた例が、1992年TFAプログラム採用で1994年契約満了のマイケル・ファインバーグとデヴィッド・レヴィンによる「ナレッジ・イズ・パワー・プログラム(知識は力なり, Knowledge is Power Program, KIPP)である。レヴィンはエール大学卒、ファインバーグはペンシルベニア大学卒で、二人ともTFAプログラム参加時に目覚ましい指導実績を挙げ（レヴィンはテキサス州の貧困地域の小学校に赴任し、州共通テストで平均点以上を獲得する児童の率を1年で17パーセントから94パーセントに躍進させたとされる。渡邉2007）、1994年に共同で、大学進学を前提とした貧困地域特化型チャータースクール「ナレッジ・イズ・パワー・プログラム」を創設。貧困地域の中学生に特化したプログラムで大きな成功を収めている。
ナレッジ・イズ・パワー・プログラムのチャータースクールでは校長に予算権、人事権、教材選択権などの権限を委譲し独創的な学校経営を可能とした他、学習時間の大幅増（通常の50%増）、保護者や児童の意識改革(KIPPプログラム参加時に、プログラムの指示に従って猛勉強することを誓約する契約書を作成する）など様々な施策が導入されている。ナレッジ・イズ・パワー・プログラムは2006年には26都市に32のチャータースクールを運営しており、生徒数は12000に達している。ナレッジ・イズ・パワー・プログラムの教職員にはTFAプログラム出身者も多い。
また1997年には「ザ・ニューティーチャー・プロジェクト(The New Teacher Project, TNTP)」がティーチ・フォー・アメリカからスピンオフして新たな事業展開を開始している（ティーチ・フォー・アメリカ内でのプロジェクト名称は「TEACH!」)。これは社会的地位の低さと待遇の悪さ、業務の過酷さから常に不足しているアメリカ合衆国の公立学校の教員を、従来とは別のルートから勧誘し、訓練を行って現場に送り込むNPOである（アメリカ合衆国の公立校教員は各地域の教育委員会が直接雇用するので、教育困難地域では教員のなり手がいないことも珍しくない）。アメリカでは特に教育困難校は教員集めに課題を抱えていることが多いがTNTPはこうした学校への教員派遣に特に力を入れて取り組んでおり、一定の成果を挙げている。2005年12月には、ティーチ・フォー・アメリカ開始時からウェンディ・コップの右腕として活躍し、現在はウェンディ・コップの夫でもあるリチャード・バースがTNTPのCEOとなった。